# Tan Hill (Yorkshire)
 For alternative betydninger, se Tan Hill. (Se også artikler, som begynder med Tan Hill)
Tan Hill er et af de højest beliggende punkter på vandrevejen Pennine Way i North Yorkshire, England, beliggende nord for landsbyen Keld, tæt på grænserne til County Durham og Cumbria tæt på den nordlige grænse til Yorkshire Dales National Park.

## Ekstern henvisning
- Tan Hill Arkiveret 5. januar 2011 hos  Wayback Machine

54°27′21″N 2°9′34″V / 54.45583°N 2.15944°V